# آيفون 6 إس بلس
آيفون 6 إس بلس  هاتف ذكي تم الإعلان عنه من شركة أبل في 9 سبتمبر 2015 مع آيفون 6 إس في مؤتمرها السنوي الذي تعقده في مدينة سان فرانسيسكو 

## المواصفات
الهاتف مصنوع من الألمنيوم المقاوم وشاشة مقاومة للكسر ومعالج A9 ثنائي النواة، بالإضافة إلى واي فاي سريع ومتطور، وكاميرا متفوقة وعالية الجودة، وإمكانية عرض أفلام HD في الجهاز. ويمكن كذلك طلب الجهاز بعدة ألوان، منها اللون الذهبي.